# Алонсо, Алехандро
Алехандро Алонсо (исп. Alejandro Alonso; 3 марта 1982, Буэнос-Айрес) — аргентинский футболист, полузащитник. Выступал за аргентинский клуб «Уракан», и за французские команды «Бордо», «Монако» и «Сент-Этьен».

## Клубная карьера
Алехандро Алонсо начал футбольную карьеру в клубе «Уракан», который выступал во втором аргентинском дивизионе. В составе «Уракана» он выступал в течение четырёх сезонов, отыграв за это время 34 матча и забив 5 мячей. В 2005 году Алонсо перешёл во французский «Бордо», который заплатил за футболиста сумму в размере 750 тыс. евро. В составе «Бордо» Алехандро дебютировал 11 сентября 2005 года в матче против «Ланса». Аргентинский полузащитник вышел на замену на 90-й минуте, а его клуб сыграл вничью 1:1. Всего в чемпионате Франции сезона 2005/06 Алонсо провёл 21 игру и забил 3 гола, а также стал серебряным призёром чемпионата Франции.
В сезоне 2006/07 Алехандро окончательно стал игроком основного состава, сыграв в сезоне 30 матчей и забив 1 мяч, а его клуб занял лишь 6 место в чемпионате. В 2007 году Алонсо стал обладателем Кубка французской лиги, именно благодаря завоёванному кубку «Бордо» получил путёвку в Кубок УЕФА. В сезоне 2007/08 Алонсо вновь стал вице-чемпионом Франции. Всего в составе «Бордо» Алехандро сыграл 80 матчей и забил 4 мяча.
Летом 2008 года Алехандро перешёл в «Монако», сумма трансфера составила € 2,5 млн, Алонсо подписал с клубом контракт на три года. Дебют Алонсо в «Монако» состоялся 9 августа 2008 года в матче чемпионата Франции 2008/09 против ПСЖ; Алонсо отыграл весь матч, а его клуб благодаря забитому мячу Фредерика Нимани выиграл со счётом 1:0. 14 марта 2009 года Алонсо в матче 28-го тура чемпионата Франции получил тяжёлую травму колена в самом начале матча против «Тулузы», Алехандро пришлось уйти с поля уже на 9-й минуте матча, который завершился домашней победой «Монако» со счётом 3:2. Как выяснилось позже, Алонсо выбыл до конца сезона 2008/09.
31 января 2011 года Алонсо стал игроком «Сент-Этьена», подписав с командой контракт на два с половиной года.

## Достижения
- Вице-чемпион Франции: 2005/06, 2007/08
- Обладатель Кубка французской лиги: 2006/07, 2012/13